# Apă salmastră
Apa salmastră este apa cu salinitate scăzută (între 0,5 și 30‰), întâlnită în special în zonele unde un fluviu se varsă în mare sau ocean.
Din punct de vedere al salinității, apele salmastre se încadrează în categoria apelor mixohaline cu trei diviziuni: 
- oligomixohaline (1-6 g/l),
- mezomixohaline (6-18 g/l)
- polimixohaline (18-30 g/l).

Apa salmastră este constituită dintr-un amestec în proporții diferite de apă de mare (apă sărată) și de apă dulce. Apele salmastre, de mică întindere, prezintă de obicei, mari variații de salinitate, din pricina ploilor, aportului râurilor, mareelor și evaporării.
După originea lor apele salmastre pot fi de tip marin, de tip geologic și de evaporație: 
- Apele salmastre de tip marin sunt ape marine îndulcite prin aport exterior de ape cu conținut redus de săruri minerale. Scăderea salinității apei de mare are loc prin aport de ape fluviale, ape de precipitații sau ape provenite din izvoare freatice.
- Apele salmastre de tip geologic sau de zăcământ sunt ape provenite din izvoare sau precipitații care s-au acumulat în depresiuni ale scoarței bogate în zăcăminte de tip sedimentar. Așa sunt apele care umplu cuveta unor foste saline.
- Apele salmastre de evaporație sunt ape situate în regiuni aride, lipsite de precipitații, care în perioada de vară datorită unei evaporații puternice își măresc concentrația de săruri dar are loc și o schimbare a raporturilor ionilor dominanți.

Apa salmastră se întâlnește mai ales în mările nordice și în Oceanul Arctic, dar și în unele lacuri. Poate rezulta și din procese antropice, ca produs secundar de la centralele energetice osmotice.
Termenul salmastru vine de la cuvântul latinesc salmacidus care definește un gust apropiat de cel al apei de mare. 
Marea Baltică este o mare europeană interioară semiînchisă și reprezintă una dintre cele mai mari mase de apă salmastră. Salinitatea apei în Marea Baltică este de S=8 ‰.
Aproape toate lacurile litorale ale României conțin, în prezent, apă salmastră, cu excepția lacului Techirghiol.
Marea Neagră reprezintă cel mai mare bazin de apă salmastră al lumii, cu biotopuri variate și cu o faună ce a fost supusă unor transformări continue, datorate puternicelor influențe exercitate de apele dulci și de Marea Mediterană. Apele Mării Negre au toate caracteristicile apelor salmastre, au o mare variabilitate a salinității totale în corelație cu suprafața, adâncimea și sezonul, o puternică variabilitate ionică, nu numai față de Mediterana, dar și de diferitele sale părți. Salinitatea apei în Marea Neagră este de S=1 …18 ‰, în timp ce în Marea Mediterană S=37. 